# Economia domestica

L'economia domestica o familiare è la scienza che studia il modo di produzione domestico (acronimo: MDP), ovvero le varie modalità per la conduzione degli aspetti pratici della vita di un nucleo familiare e di una comunità.

## Esempi
Esempi classici di economie domestiche: «il kraal in Africa occidentale; le ‘’casbe’’ nell’Africa nordoccidentale; la famiglia patriarcale ebrea; la tenuta greca dei tempi di Aristotele;  la famiglia romana; il feudo medioevale o la tipica famiglia contadina diffusa in tutto il mondo prima della vendita generalizzata dei suoi prodotti sui mercati.»

## Aspetti istituzionali

### Italia
In Italia l'economia domestica a partire dalla riforma Gentile fu materia di insegnamento della scuola media inferiore, nella nuova scuola media unificata istituita dal 1963 la denominazione muta nel nuovo insegnamento delle Applicazioni tecniche, differenziato in maschile e femminile, che sarà impartito fino al 1977 quando muta con l'appellativo di Educazione tecnica, che non si diversifica più in relazione al sesso degli alunni.
È materia di insegnamento del sistema di istruzione tecnica e formazione professionali ad indirizzo sociale e sanitario: tecnici dei servizi sociosanitari e operatori sociosanitari, come precedentemente lo era dei corsi di istruzione Tecnica Femminile, con l'abilitazione  all'esercizio della professione di "Insegnante di Educazione Tecnica" e di "Economia domestica e di Comunità" (Diploma ad Indirizzo Generale dell'Istituto Tecnico Femminile) e professioni  connesse alla “organizzazione, gestione, coordinamento e controllo di refettori scolastici e mense aziendali, case di cura, case di riposo, asili nido, soggiorni estivi, convitti ecc.”
I concorsi ed i corsi per l'ammissione nel profilo professionale di insegnante di economia domestica prevedono come programma di riferimento le tecniche e le esercitazioni pratiche dei servizi di cucina e di ospitalità, impartite negli Istituti Tecnici Femminili.

### Corea del sud
In Corea del Sud, l'economia domestica è denominata 가정과학, gajeong-gwahak, che in italiano si può rendere con scienze della famiglia. La disciplina fu introdotta dai missionari occidentali alla fine del XIX secolo. Nel 1929, la Ewha Womans University di Seoul istituì il primo dipartimento universitario di scienze della famiglia.